# Соса, Эдгар
Эдгар Алехандро Соса Медина (исп. Edgar Alejandro Sosa Medina; род. 23 августа 1979, Мехико, Мексика) — мексиканский боксёр-профессионал, выступающий в наилегчайшей весовой категории. Чемпион мира по версии WBС (2007—2009). Защитил свой титул одиннадцать раз. Наилучшая позиция в мировом рейтинге: 6-й.

## Профессиональная карьера
Соса понес поражения в начале своей карьеры. Он проиграл мексиканскому чемпиону в первом наилегчайшем весе Улисесу Солису. Он встретился с Солисом в матче-реванше в 2003 году, но снова проиграл. Затем Соса одержал четырнадцать побед подряд, включая победу над будущим чемпионом в первом наилегчайшем весе Джилберто Кеб Баас и бывшим двукратным чемпионом в минимальном весе Ноэлем Арамбулетом.

### Чемпионат WBC в первом наилегчайшем весе
14 апреля 2007 года он выиграл чемпионат WBC в первом наилегчайшем весе, победив бывшего чемпиона Брайана Вилориа единогласным решением судей. Соса успешно защищал свой титул десять раз. 
В апреле 2009 года он также одержал победу техническим нокаутом в 4-м раунде над Порсаваном Попрамук.

#### Защита звания чемпиона
21 ноября 2009 года Соса уступил свой титул Роделю Майолю. Во втором раунде Соса сильно пострадал от удара головой Майоля и получил перелом скулы в результате столкновения голов. Рефери признали этот удар головой непреднамеренным фолом и снял с Майоля очко. После того, как врач у ринга осмотрел рану, рефери разрешил продолжить бой, несмотря на то, что он все еще слаб от полученного удара. В результате бой был продолжен и Майол левым боковым отправил Сосу в нокдаун и бил его, пока судья не остановил поединок. Соса, которому потребовалось имплантировать металлическую пластину на скулу из-за множественных переломов, подал протест в WBC, чтобы результат боя был отменен и объявить бой несостоявшимся (no contest) . Но руководство WBC оставило исход боя без изменений. 
Потеряв титул, далее Соса выиграл 6 боев, прежде чем бросить вызов новому чемпиону Таиланда Пхонгсаклеку Ванчонгкхаму, но проиграл единогласным решением судей. 6 декабря 2013 года единогласным решением судей он потерпел поражение от чемпиона Японии Акиры Яэгаси. Он выиграл свои следующие два боя, прежде чем бросить вызов новому чемпиону WBC, только что свергнувшему Яэгаси, никарагуанскому боксёру Роману Гонсалесу. 16 мая 2015 года Гонсалес трижды отправил его в нокдаун во 2-м раунде.  

## Результаты боёв
| Бой | Дата | Соперник | Судьи | Место боя | Раундов | Результат | Дополнительно |
| --- | ---- | -------- | ----- | --------- | ------- | --------- | ------------- |
|     |      |          |       |           |         |           |               |
| Бой | Дата | Соперник | Судьи | Место боя | Раундов | Результат | Дополнительно |